# Phucocoetes latitans
Phucocoetes latitans är en fiskart som beskrevs av Leonard Jenyns 1842. Phucocoetes latitans ingår i släktet Phucocoetes och familjen tånglakefiskar. IUCN kategoriserar arten globalt som livskraftig. Inga underarter finns listade i Catalogue of Life.